# Euphyia melidiata
Euphyia melidiata är en fjärilsart som beskrevs av Felder 1875. Euphyia melidiata ingår i släktet Euphyia och familjen mätare. Inga underarter finns listade i Catalogue of Life.